# Каракарні
Каракарні (Polyborinae або Caracarinae) — підродина хижих птахів родини соколових (Falconidae). На відміну від соколиних каракари не є швидколітаючими повітряними мисливцями, а порівняно повільні й часто є падальниками.

## Поширення
Каракари поширені на більшій частині Америки. Ареал каракари аргентинської простягається на північ до штатів Аризона, Техас і Флорида в Сполучених Штатах. У південній півкулі каракара фолклендська населяє Фолклендські острови та острів Вогняна Земля.

## Роди
- Чорна каракара (Daptrius)
- Червоногорла каракара (Ibycter)
- Макагуа (Herpetotheres)
- Рарія (Micrastur)
- Гірська каракара (Phalcoboenus)
- Каракара (Caracara)
- Каракара-крикун (Milvago)
- Плямистокрилий сокіл (Spiziapteryx)